# Liste der Kulturdenkmale in Langenstein (Halberstadt)
Die Liste der Kulturdenkmale in Langenstein (Halberstadt) enthält die Kulturdenkmale des Landesamtes für Denkmalpflege und Archäologie in Sachsen-Anhalt im Ortsteil Langenstein mit Böhnshausen und Mahndorf der Gemeinde Halberstadt und ist eine Teilliste der Liste der Kulturdenkmale in Halberstadt. Grundlage ist das Denkmalverzeichnis des Landes Sachsen-Anhalt, das auf Basis des Denkmalschutzgesetzes des Landes Sachsen-Anhalt, welches am 21. Oktober 1991 durch das Landesamt erstellt und seither laufend ergänzt wurde (Stand: 31. Dezember 2024).

## Legende
In den Spalten befinden sich folgende Informationen:
- Lage: Nennt den Straßennamen und wenn vorhanden die Hausnummer des Kulturdenkmals. Die Grundsortierung der Liste erfolgt nach dieser Adresse. Der Link „Karte“ führt zu verschiedenen Kartendarstellungen und nennt die geographischen Koordinaten.
Link zu einem Kartenansichtstool, um Koordinaten zu setzen. In der Kartenansicht sind Baudenkmale ohne Koordinaten mit einem roten bzw. orangen Marker dargestellt und können in der Karte gesetzt werden. Baudenkmale ohne Bild sind mit einem blauen bzw. roten Marker gekennzeichnet, Baudenkmale mit Bild mit einem grünen bzw. orangen Marker.
- Offizielle Bezeichnung: Nennt den Namen, die Bezeichnung oder zumindest die Art des Kulturdenkmals und verlinkt, soweit vorhanden, auf den Artikel zum Objekt.
- Beschreibung: Nennt bauliche und geschichtliche Einzelheiten des Kulturdenkmals, vorzugsweise die Denkmaleigenschaften.
- Erfassungsnummer: Für jedes Kulturdenkmal wird in Sachsen-Anhalt eine 20stellige Erfassungsnummer vergeben. Die letzten zwölf Ziffern werden für die Untergliederung nach Teilobjekten genutzt und werden nur angegeben, soweit vergeben. In dieser Spalte kann sich folgendes Icon  befinden, dies führt zu Angaben zu diesem Baudenkmal bei Wikidata.
- Ausweisungsart: Die Einordnung des Denkmales nach § 2 Abs. 2 DenkmSchG LSA
- Bild: Ein Bild des Denkmales, und gegebenenfalls einen Link zu weiteren Fotos des Kulturdenkmals im Medienarchiv Wikimedia Commons. Wenn man auf das Kamerasymbol klickt, können Fotos zu Kulturdenkmalen aus dieser Liste hochgeladen werden:

## Kulturdenkmale

### Langenstein
| Lage | Bezeichnung                 | Beschreibung | Erfassungs- nummer | Ausweisungsart | Bild                        |
| --- | --------------------------- | --- | ------------------ | -------------- | --------------------------- |
| Koordinaten fehlen! Hilf mit. | Friedhof                    | Friedhof 2024 als Denkmal ausgewiesen | 094 19660          | Baudenkmal     |                             |
| Vor den Zwiebergen 1e (Karte) | KZ Langenstein-Zwieberge    | Konzentrationslager KZ Langenstein-Zwieberge | 094 00320          | Denkmalbereich | KZ Langenstein-Zwieberge    |
| Bahnhofstraße 14B (Karte) | Schloss Langenstein         | Schloss Das Schloß Langenstein wurde im Jahre 1777 erbaut. Erbaut wurde das Barockschloss für Maria Antoinette von Branconi. Es ist ein zweigeschossiger Bau mit einem fünfachsigen Risalit mit Giebel und einem Mansarddach. Im Inneren im Branconi-Zimmer ist die Seidentapete erhalten geblieben. Zum Schloss gehört ein Park, dieser wurde in der zweiten Hälfte des 19. Jahrhunderts von Eduard Petzold umgestaltet. | 094 00272          | Baudenkmal     | Weitere Bilder              |
| Dorfstraße (Karte) | Altenburg                   | Berg oberhalb der Ortslage, Zufluchtsburg am „langen Steene“ (Langenstein). Die „Altenburg“ bestand von ungefähr 1150 bis 1645. Sie wurde von den Schweden zerstört und dann von der Bevölkerung abgetragen. Räume der Burg waren zum Teil Höhlen, die dann als erste der Höhlenwohnungen Langenstein von der Bevölkerung bezogen wurden.                                                                                 | 094 00199          | Denkmalbereich | Weitere Bilder              |
| Dorfstraße 1 (Karte) | Pfarrhaus                   | Rathaus, längs zur Bahnhofstraße | 094 00198          | Baudenkmal     | Weitere Bilder              |
| Dorfstraße 1a (Karte) | Kapelle                     | Kapelle 2022 als Baudenkmal ausgewiesen. | 094 18867          | Baudenkmal     | Weitere Bilder              |
| Dorfstraße 2 (Karte) | Bauernhaus                  | neben der Kath. Kirche | 094 01909          | Baudenkmal     | Weitere Bilder              |
| Dorfstraße 5 (Karte) | Gutshof                     | Gutshof ehemaliger Amtshof, 2023 wurde der bis dahin als Denkmalbereich geführte Gutshof als Baudenkmal ausgewiesen. | 094 00228          | Baudenkmal     | Weitere Bilder              |
| Dorfstraße 2, 4, 7, 8, 9, 10, 11, 12, 13, 14, 16, 17, 18, 19, 20, 21, 23 (Karte)                                                                                             | Straßenzug                  | Dorfstraße | 094 00256          | Denkmalbereich | Weitere Bilder              |
| unterhalb Dorfstraße 17, 19, 21, 23 (Karte) | Höhlenwohnungen Langenstein | Höhlenwohnung 2022 als Baudenkmal ausgewiesen. | 094 18868          | Baudenkmal     | Höhlenwohnungen Langenstein |
| Kapellenberg 3 (Karte) | Ehemalige Schule            | Fahrschule, Kapellenberg Ecke Schmiedestraße | 094 00235          | Baudenkmal     | Weitere Bilder              |
| An der Untermühle (alt: Lange Straße 108) (Karte) | Mühle                       | | 094 01906          | Baudenkmal     | Weitere Bilder              |
| Quedlinburger Straße 9 (Karte) | Bauernhaus                  | Eckhaus | 094 01913          | Baudenkmal     | Bauernhaus                  |
| Quedlinburger Straße 18 (Karte) | Bauernhaus                  | Das zweigeschossige Fachwerkhaus ist eines der ältesten Häuser des Orts. | 094 00268          | Baudenkmal     | Bauernhaus                  |
| Quedlinburger Straße 3, 5, 8, 9, 10, 11, 13, 14, 15, 16, 17, 18, 19, 20, 21, 22, 23, 24, 25, 26, 27, 27a, 28, 29, 30, 30a, 31, 31a, Schmiedeberg 8, Spitzenberg 2, 4 (Karte) | Straßenzug                  | Quedlinburger Straße | 094 02424          | Denkmalbereich | Weitere Bilder              |
| Quedlinburger Straße 33 (Karte) | Bauernhaus                  | | 094 00262          | Baudenkmal     | Weitere Bilder              |
| Schäferberg (Karte) | Höhlenwohnungen Langenstein | Höhlenwohnung 2022 als Baudenkmal ausgewiesen. | 094 18869          | Baudenkmal     | Weitere Bilder              |
| an Goldbachbrücke (Karte) | Gedenkstein                 | Hochwassermarke | 107 25011          | Baudenkmal     | Weitere Bilder              |

### Böhnshausen
| Lage                                           | Bezeichnung  | Beschreibung | Erfassungs- nummer | Ausweisungsart | Bild           |
| ---------------------------------------------- | ------------ | ------------ | ------------------ | -------------- | -------------- |
| 17, 18, 19, 20, 21, 22, 23, 24, 25, 26 (Karte) | Häusergruppe |              | 094 00260          | Denkmalbereich | Weitere Bilder |

### Mahndorf
| Lage                                                                        | Bezeichnung      | Beschreibung                                    | Erfassungs- nummer | Ausweisungsart | Bild           |
| --------------------------------------------------------------------------- | ---------------- | ----------------------------------------------- | ------------------ | -------------- | -------------- |
| Dorfstraße 5 (Karte)                                                        | Gutshof          |                                                 | 094 00349          | Baudenkmal     | Weitere Bilder |
| Dorfstraße 29, Flur 1, Flurstück 1, Flur 9, Flurstück 83 (Radstube) (Karte) | Wichhäuser Mühle | Mühle, am 20. März 2015 als Denkmal ausgewiesen |                    | Baudenkmal     | Weitere Bilder |
| Mahndorfer Straße 1 (Karte)                                                 | Landhaus         |                                                 | 094 00216          | Baudenkmal     | Weitere Bilder |
| Mahndorfer Dorfstraße 23–28 (Karte)                                         | Gutshaus         | Herrenhaus derer von Löbbecke                   | 094 01908          | Baudenkmal     | Weitere Bilder |

## Ehemalige Kulturdenkmale

### Langenstein
| Lage                            | Bezeichnung                            | Beschreibung | Erfassungs- nummer | Ausweisungsart | Bild                                   |
| ------------------------------- | -------------------------------------- | --- | ------------------ | -------------- | -------------------------------------- |
| Quedlinburger Straße 17 (Karte) | Tagelöhnerhaus Quedlinburger Straße 17 | Tagelöhnerhaus Das Haus befand sich im Zentrum der Ortslage unterhalb der Altenburg und des sogenannten Kapellenberges. Sehr kleines Gebäude, abgerissen gemeinsam mit Nr. 19, Baulücke zwischen Haus Nr. 15 und 21. Im Jahr 2021 aus dem Denkmalverzeichnis gestrichen. | 094 00248          | Baudenkmal     | Tagelöhnerhaus Quedlinburger Straße 17 |

### Böhnshausen
| Lage                                                                                               | Bezeichnung | Beschreibung                                                                            | Erfassungs- nummer | Ausweisungsart | Bild     |
| -------------------------------------------------------------------------------------------------- | ----------- | --------------------------------------------------------------------------------------- | ------------------ | -------------- | -------- |
| Hinter dem Speicher, Lange Straße 108 Gemarkung Langenstein 151115, Flur: 011, Flst: 174/2 (Karte) | Gutshaus    | ehemals „Rimpau’sches Gut“, vom ursprünglichen Gutshaus ist nur noch der Park erhalten. | 094 01907          | Baudenkmal     | Gutshaus |